# Donald Byrd
Donald Byrd (Detroit, 9 dicembre 1932 – Dover, 4 febbraio 2013) è stato un trombettista jazz statunitense.

## Biografia
Influenzato agli inizi da trombettisti come Dizzy Gillespie, Clifford Brown e Miles Davis, nel corso degli anni ha elaborato un proprio stile originale. Dopo la morte di Clifford Brown, Byrd diventa uno dei trombettisti hard bop di maggior rilievo.

Dopo aver studiato alla Manhattan School of Music si unisce nel 1950 ai Jazz Messengers di Art Blakey e raggiunge il successo. Suona in pieno sviluppo dell'hard bop, con John Coltrane, Sonny Rollins e Thelonious Monk.

Nel 1958 forma un suo gruppo, incide e va in tournée fino agli anni sessanta. Nel 1961 si cimenta nel free jazz con il disco Free Form. Nel 1971 riceve la cattedra dal Dipartimento di Black Music alla Howard University di Washington e nel 1973 incide il disco Black Byrd che diventa il più venduto nella storia della casa discografica Blue Note.
Muore il 4 febbraio 2013 a Dover, Delaware (Stati Uniti).

## Discografia
come Leader o Co-Leader
- 1955 - Byrd-Jazz (Transition Records, TRLP 5 - 1956)
- 1955 - Byrd's Word (Savoy Records, MG 12032)
- 1955 - Hank Jones Quartet & Quintet Featuring Donald Byrd (Fresh Sound Records, FSRCD 498 - CD  2008)
- 1955 - Byrd's Eye View (Transition Records, TRLP J-4 -1956)
- 1956 - Byrd Blows on Beacon Hill (Transition Records, TRLP 17)
- 1956 - 2 Trumpets (Prestige Records, PRLP 7062) con Art Farmer
- 1956 - The Young Bloods (Prestige Records, PRLP 7080 - 1957) con Phil Woods
- 1956 - Hank Mobley with Donald Byrd and Lee Morgan (Blue Note Records, BLP 1540) con Hank Mobley e Lee Morgan
- 1957 - All Day Long (Prestige Records, SMJ-6604 - 1979) con Kenny Burrell
- 1957 - Jazz Lab (Columbia Records, CL 998) con Gigi Gryce
- 1957-1958 - Young Byrd (Milestone Records, M-47044 - 1977) Raccolta con Pepper Adams e Gigi Gryce
- 1957 - At Newport (Verve Records, MGV 8238 - 1958) Live con Gigi Gryce,
- 1957 - New Formulas from the Jazz Lab (RCA Records, 6015 - 1982) con Gigi Gryce,
- 1957 - Jazz Lab (Jubilee Records, JLP 1059) con Gigi Gryce, pubblicato nel 1958
- 1957 - Modern Jazz Perspective (Columbia Records, CL 1058) con Gigi Gryce e Jackie Paris
- 1957 - Jazz Eyes (Regent, MG 6056) con John Jenkins
- 1958 - Byrd in Paris (Brunswick Records, 87 903) Live
- 1958 - Parisian Thoroughfare (Brunswick Records, 87 904) Live
- 1958 - Donald Byrd Plays Au Chat - 0:15 (Jazz O.P. Records, OMS 7001/02 - 1983)
- 1958 - Off to the Races (Blue Note Records, BLP 4007 - 1959)
- 1959 - Byrd in Hand (Blue Note Records, BLP 4019)
- 1959 - September Afternoon (Discovery Records, DS 869 - 1982) con Clare Fischer,
- 1959 - Fuego (Blue Note Records, BLP 4026) pubblicato nel 1960
- 1960 - Byrd in Flight (Blue Note Records, BLP 4048)
- 1960 - The Third World (TCB Records, LP 1004) con Booker Little
- 1960 - At the Half Note Cafe, Volume 1 (Blue Note Records, BLP 4060) Live, pubblicato nel 1961
- 1960 - At the Half Note Cafe, Volume 2 (Blue Note Records, BLP 4061) Live, pubblicato nel 1961
- 1960 - Motor City Scene (Bethlehem Records, BCP 6056) con Pepper Adams, pubblicato nel 1961
- 1961 - Out of This World (Warwick Records, W 2041) con Pepper Adams
- 1961 - Chant (Blue Note Records, LT-991) pubblicato nel 1979
- 1961 - The Cat Walk (Blue Note Records, BLP 4075) pubblicato nel 1962
- 1961 - Jorgies Hip-Intertainment, Volume 1 (VGM Records, 0002) Live, con Pepper Adams, pubblicato nel 1981
- 1961 - Royal Flush (Blue Note Records, BLP 4101) pubblicato nel 1962
- 1961 - Free Form (Blue Note Records, BLP 4118) pubblicato nel 1963
- 1962 - Groovin' for Nat (Black Lion Records, BLP 60134) pubblicato nel 1989
- 1963 - A New Perspective (Blue Note Records, BLP 4124) pubblicato nel 1964
- 1964 - Up with Donald Byrd (Verve Records, V/V6 8609) pubblicato nel 1965
- 1964 - I'm Tryin' to Get Home (Blue Note Records, BLP 4188) pubblicato nel 1965
- 1966 - Mustang! (Blue Note Records, BLP 4238)
- 1967 - Blackjack (Blue Note Records, BLP 4259)
- 1967 - Slow Drag (Blue Note Records, BST 84292) pubblicato nel 1968
- 1967 - The Creeper (Blue Note Records, LT-1096) pubblicato nel 1981
- 1969 - Fancy Free (Blue Note Records, BST 84319)
- 1969-1970 - Kofi (Blue Note Records, B1-31875) pubblicato nel 1995
- 1970 - Electric Byrd (Blue Note Records, BST 84349)
- 1971 - Ethiopian Knights (Blue Note Records, BST 84380) pubblicato nel 1972
- 1972 - Black Byrd (Blue Note Records, BN-LA047-F) pubblicato nel 1973
- 1973 - Street Lady (Blue Note Records, BN-LA140-F) pubblicato nel 1974
- 1974 - Stepping into Tomorrow (Blue Note Records, BN-LA368-G) pubblicato nel 1975
- 1975 - Places and Spaces (Blue Note Records, BN-LA549-G)
- 1976 - Caricatures (Blue Note Records, BN-LA633-G)
- 1978 - Thank You...for F.U.M.L. (Funking Up My Life) (Elektra Records, 6E-144)
- 1979 - Donald Byrd and 125th Street, N.Y.C. (Elektra Records, 6E-247)
- 1981 - Love Byrd (Elektra Records, 5E-531)
- 1982 - Words, Sounds, Colors and Shapes (Elektra Records, 60188)
- 1987 - Harlem Blues (Landmark Records, LLP-1516) pubblicato nel 1988
- 1989 - Getting Down to Business (Landmark Records, LCD-1523-2) pubblicato nel 1990
- 1991 - A City Called Heaven (Landmark Records, LCD-1530-2)
- 1993 - Loungin' (Chrysalis Records, 0946 3 23988 2 6) con Guru[3]